# Hoogheemraadschap van de Alblasserwaard en de Vijfheerenlanden
Het Hoogheemraadschap van de Alblasserwaard en de Vijfheerenlanden was een waterschap in de Alblasserwaard en de Vijfheerenlanden in de provincie Zuid-Holland. In 2002 kwam het waterschap ten gevolge van de overgang van Vianen naar Utrecht ook in de provincie Utrecht te liggen.
Het waterschap was verantwoordelijk voor de vervening, drooglegging en later de waterhuishouding in de polder en had zitting in de monumentale panden Het Tolhuis en de Oude Doelen in Gorinchem.

## Geschiedenis
Het waterschap is op 1 januari 1984 ontstaan door samenvoeging van de volgende waterschappen:
- Hoogheemraadschap Groot-Alblasserwaard
- De Nederwaard
- De Overwaard